# Lisa Klostermann
Lisa Katharina Klostermann (* 28. Mai 1999 in Herdecke) ist eine ehemalige deutsche Fußballtorhüterin.

## Karriere

### Vereine
Klostermann hatte mit einer Ausnahmegenehmigung für die männliche B-Jugendmannschaft des FSV Gevelsberg gespielt, bevor sie zur Rückrunde der Saison 2016/17 vom Bundesliganeuling MSV Duisburg aufgrund des verletzungsbedingten längeren Ausfalls von Meike Kämper verpflichtet wurde. Sie wurde mit einem bis zum 30. Juni 2018 datierten Vertrag ausgestattet. Zunächst kam sie für die Zweitvertretung in der drittklassigen Regionalliga West zum Einsatz. Ihr Bundesligadebüt bestritt sie am 21. Mai 2017 (22. Spieltag) bei der 1:2-Niederlage im Heimspiel gegen den 1. FFC Turbine Potsdam. In der Folgesaison bestritt sie das Saisonauftaktspiel am 3. September 2017 beim SC Freiburg, das mit 0:1 verloren wurde. Am 8. Oktober 2017 bestritt sie ihr einziges Pokalspiel, das beim Zweitligisten Arminia Bielefeld mit 1:2 in der 2. Runde verloren wurde.
Zur Saison 2018/19 wechselte sie zum Ligakonkurrenten SGS Essen. Zunächst bestritt sie zwei Zweitligaspiele im Februar 2019; für die Bundesligamannschaft spielte sie im März 2019 ebenfalls zwei Punktspiele. Wegen einer chronischen Knieverletzung beendete sie im August 2021 ihre Karriere.

### Auswahl-/Nationalmannschaft
Klostermann nahm als Spielerin der U16-Auswahlmannschaft des Fußball- und Leichtathletik-Verbandes Westfalen im März 2015 am Sichtungsturnier um den DFB-Länderpokal teil, den sie mit ihrer Mannschaft gewann. Im Oktober des Jahres gewann sie dieses Turnier auch mit der U18-Auswahlmannschaft.
Im Jahr 2016 gehörte sie zum 21-köpfigen U17-Kader des DFB für die Weltmeisterschaft in Jordanien; als dritte Torhüterin hinter Leonie Doege und Janina Leitzig blieb sie jedoch ohne Turniereinsatz. Als Nationalspielerin bestritt sie im Oktober 2017 und im April 2018 jeweils ein Länderspiel für die U20- und die U19-Nationalmannschaft.

## Erfolge
- DFB-Länderpokalsieger 2015 (mit der U16- und U18-Auswahlmannschaft des FLVW)

## Sonstiges
Klostermann absolviert ein Lehramtsstudium für Sport und Biologie. Ihr Bruder Lukas (* 1996) ist ebenfalls Fußballprofi und steht bei RB Leipzig unter Vertrag.